# 拉哈特反坦克飛彈
拉哈特飛彈（原意為「雷射導引攻擊」Laser Homing Attack，或「雷射導引反坦克」Laser Homing Anti-Tank，縮寫為LAHAT）是一種以色列研發的雷射導引反坦克飛彈, 可以用戰車砲管發射的砲射式反戰車導彈，與俄製9M117類似，LAHAT在儲存與填裝時就如同一枚普通的砲彈。LAHAT飛彈推出之後除了提供以色列的梅卡瓦4型（Merkava Mark IV）主力戰車使用之外，亦獲德國的萊茵金屬公司簽約，合作改良豹1與豹2式主力戰車，使其具有發射LAHAT飛彈的能力。
LAHAT只要與不同的藥莢組合就可以由現役105或120公厘火砲發射，涵蓋了西方兩種主要的戰車砲口徑。LAHAT飛彈使用固態火箭發動機將彈體從砲管射出，並持續提供飛彈飛行的動力，四片在彈尾的穩定翼發射後會張開。採用半主動雷射導引擁有兩種彈道選擇，一種用於攻擊戰車，另一種則用於攻擊直升機。
除了利用火砲發射外，LAHAT也可以利用發射架像普通的反戰車飛彈一般，從各種不同的車輛與飛機上發射。

## 使用國
- 以色列
- 印度
- 德国

## 外部連結
- LAHAT on IAI.co.il （页面存档备份，存于）
- LAHAT (naval) on IAI.co.il （页面存档备份，存于）